# Weichselbaum (Austria)
Weichselbaum (węg. Badafalva) – gmina w Austrii, w kraju związkowym Burgenland, w powiecie Jennersdorf. Według Austriackiego Urzędu Statystycznego liczyła 743 mieszkańców (1 stycznia 2014).